# Resilience (album d'Öblivïon)
Resilience est le premier album du groupe français de metal Öblivïon, publié en 2018 par le label Rock of Angels Records.

## Liste des chansons
| No  | Titre                  | Durée |
| --- | ---------------------- | ----- |
| 1.  | Spectral Warrior       | 1:35  |
| 2.  | Honor and Glory        | 5:14  |
| 3.  | In the Arms of a Queen | 5:14  |
| 4.  | Bells from Babylon     | 3:38  |
| 5.  | Shine in My Galaxy     | 4:20  |
| 6.  | I Thought I Was a King | 5:30  |
| 7.  | Evil Spell             | 4:44  |
| 8.  | Punished by the Crowd  | 4:47  |
| 9.  | Facing the Enemy       | 4:05  |
| 10. | The Race Is On         | 4:20  |
| 11. | Dreamers, Believers    | 6:37  |